# Reader's Digest
Reader's Digest è una rivista mensile statunitense fondata nel 1922, formata di articoli ripresi da altre pubblicazioni. Esce in un formato caratteristico di dimensioni ridotte, detto formato digest.
Ha edizioni internazionali in diverse lingue ed esce in numerose nazioni; l'edizione italiana, pubblicata fino al 2007, si chiamava Selezione dal Reader's Digest.

## Storia
La rivista fu fondata da De Witt Wallace e da sua moglie Lila Bell Wallace. I coniugi Wallace ebbero l'idea di raccogliere i migliori articoli su vari argomenti pubblicati da varie riviste statunitensi, riassumendoli e talora riscrivendoli e poi riunendoli in una rivista destinata alle famiglie. Il primo numero uscì nel febbraio 1922; la rivista era venduta per corrispondenza tramite abbonamento e gli abbonati furono inizialmente 1.500, per lo più amici e conoscenti dei coniugi. Nel 1929 il numero di abbonati raggiunse i 290.000 e la rivista cominciò ad essere venduta anche nelle edicole. La sua tiratura continuò ad aumentare progressivamente e nel 1935 raggiunse un milione di copie.
Nel 1938 uscì la prima edizione internazionale, destinata al Regno Unito. Nel 1940 uscì la prima edizione in un'altra lingua, quella in spagnolo destinata all'America Latina; nel 1942 uscì l'edizione in portoghese destinata al Brasile, nel 1947 l'edizione in francese destinata a Francia, Belgio e Canada francofono.
Nel 1962, in occasione del 40º anniversario dalla fondazione, Reader's Digest usciva in 40 edizioni internazionali, in 13 lingue più una versione in braille, per una tiratura internazionale totale di 23 milioni di copie. Nel 1970 l'edizione statunitense raggiunse la massima diffusione con 17 milioni di abbonati e per molti anni è stata la rivista più venduta negli Stati Uniti.
Nel 2004 l'edizione statunitense di Reader's Digest aveva una tiratura di 12,5 milioni di copie; negli anni seguenti ha cominciato a vendere di meno e l'editore, la Reader's Digest Association Inc., ha cominciato a chiudere i bilanci in perdita, per cui nel 2009 ha proceduto alla bancarotta controllata per il risanamento dei debiti mediante il Chapter 11. Nel 2010 la tiratura si era ridotta a 5,5 milioni di copie, per cui l'edizione statunitense è passata da 12 a 10 numeri l'anno e l'edizione britannica è stata venduta e ha cominciato ad essere pubblicata su licenza.

## Edizioni internazionali
Fondata negli USA, la rivista Reader's Digest si è diffusa all'estero mediante edizioni nazionali, fino ad essere pubblicata in 78 Paesi in 21 lingue.
Inizialmente le edizioni nazionali erano traduzioni della rivista statunitense, ma in seguito diversi editori nazionali hanno cominciato a pubblicare autonomamente la rivista su licenza dell'editore americano, acquistando articoli anche sul mercato locale e pubblicandoli in modo da rispettare lo stile dell'edizione statunitense.

### Anno di uscita delle edizioni internazionali
- 1938 - Regno Unito
- 1940 - America Latina (in spagnolo)
- 1942 - Brasile (in portoghese)
- 1943 - Svezia
- 1945 - Finlandia
- 1946 - Australia, Danimarca, Giappone
- 1947 - Belgio (francese), Francia, Norvegia, Canada (francese)
- 1948 - Canada (inglese), Germania, Italia, Sudafrica, Svizzera (in francese e in tedesco)
- 1950 - Argentina, Nuova Zelanda
- 1952 - Austria, Spagna
- 1954 - India e Pakistan (in inglese)
- 1957 - Paesi Bassi
- 1965 - Taiwan, Hong Kong e Sudest asiatico (in cinese)
- 1968 - Belgio (fiammingo)
- 1971 - Portogallo
- 1976 - Egitto (in arabo, sotto il nome di Al-Mukhtar)
- 1978 - Corea del Sud
- 1991 - Ungheria, Russia
- 1993 - Repubblica Ceca
- 1995 - Polonia
- 1996 - Thailandia
- 1997 - Slovacchia
- 2004 - Indonesia
- 2005 - Romania, Slovenia, Croazia, Bulgaria
- 2007 - Bosnia ed Erzegovina, Serbia, Ucraina
- 2008 - Repubblica Popolare Cinese

Alcune edizioni nazionali hanno cessato le pubblicazioni: l'edizione egiziana ha chiuso nel 1993, quella danese nel 2005, quella italiana nel 2007, quella della Repubblica Popolare Cinese nel 2012.

### Lingue di pubblicazione
Le edizioni internazionali sono attualmente pubblicate nelle seguenti lingue:
- arabo
- cinese
- coreano
- danese
- fiammingo
- finlandese
- francese
- hindi
- inglese
- inglese braille
- italiana
- norvegese
- olandese
- polacco
- portoghese
- russo
- slovacco
- spagnolo
- svedese
- thailandese
- tedesco
- ungherese